# 稲見鉄道模型製作所
稲見鉄道模型製作所（いなみてつどうもけいせいさくじょ）は、日本のOJゲージ・Oゲージ鉄道模型メーカーである。

## 概要
Oスケールの鉄道模型のうち、縮尺1/43 - 1/45で軌間32mmのOゲージと、縮尺1/45で軌間24mmのOJゲージを生産している。神奈川県横浜市神奈川区に工房を構えている。

## 歴史
1946年の創業時は、カツミ模型店を通じて進駐軍アメリカ兵向けのアメリカ型Oゲージの単品製品を製作していたが、1950年代末頃から1980年代中頃まで、カツミ模型店の対米輸出の米国型Oゲージ量産品の組立作業を継続的に担っていた。
1985年以降、日本型のOJゲージ・Oゲージのオリジナル塗装済完成品の受注製作、及びオリジナルパーツの単品分売を独自に手がけ現在に至っている。近年は、大田区産業プラザにて開催されている「日本鉄道模型連合会ショウ」に参加している。

## 製品
以下の車両のキットや完成品、各種パーツを発売している他、ロストワックスやエッチング、挽物加工、ミーリング加工の少量受注製作や、1番ゲージの製作やOゲージ製品の受注改軌も行っている。

### 蒸気機関車
C57、C59、C62

### 旧型直流電気機関車
EF50、EF53、EF56、EF57